# Jutjat de Torres
Torres (també anomenat Logudoro) era un dels quatre jutjats en què estava dividida l'illa de Sardenya cap a l'any 1000. Va existir des del segle ix (separat des del segle xi) i fins al 1272.
Van sorgir de les antigues divisions romanes d'Orient. Quan els romans d'Orient van abandonar l'illa vers la segona meitat del segle ix, els governants locals van assolir el poder sobirà. Els governants dels segles ix, x i xi no han quedat enregistrats. Arborea i Torres o Logudor formaven al segle xi un sol jutjat que es va dividir vers la meitat del segle entre els dos fills de Barisó d'Arborea i Torres; Marià I de Zori (Arborea) i Andreu Tanca (Torres).
A Andreu el van seguir Marià I de Torres, Constantí I de Torres i Gunnari I de Torres. Aquest darrer, que era un infant, davant el perill d'usurpació de Saltar de Gunales (que havia lluitat a les Balears el 1114-1115 al costat dels catalans) fou enviat a Pisa pel regent Itocor de Gambella, i allí es va casar amb una jove d'una poderosa família pisana (els Ebriaci) i va tornar el 1140 amb un exèrcit i va exterminar als seus enemics. El 1147 va anar a les croades i va deixar el jutjat durant uns trens anys sota regència del seu fill i hereu. Quan va tornar es va veure afectat per una crisi mística que el va portar a abdicar i retirar-se al monestir de Claravall el 1153, i va morir allí en data desconeguda. Els seus dos fills Pere de Tornassolar i Barisó II de Torres foren jutges, el primer de Càller per matrimoni (Pere Torxitori IV), i el segon de Torres. Pere es va decantar cap als genovesos i fou enderrocat pels pisans i quan va recuperar el jutjat amb ajuda genovesa fou capturat pels nobles favorables a Pisa i va morir a una presó el que va decantar a son germà Barisó cap als genovesos.
El seu fill Constantí II de Torres va estar casat amb dues dames catalanes i fou excomunicat per l'arquebisbe de Pisa. El va succeir son germà Comit de Torres i a aquest a la seva mort el 1218, el seu fill Marià II de Torres que ja estava associat al govern des el 1203. Marià va morir el 1233 i el seu fill Barisó III de Torres fou proclamat pels nobles oposats als Visconti (favorables a Pisa), barrant el pas d'Ubald I Visconti de Gallura, casat amb la filla de Marià II, Adelàsia. Pero Barisó III va morir el 1236 i llavors fou proclamada [Adelàsia de Torres] junt amb el seu marit Ubald. Aquest va morir el 1238.
Llavors els Dòria van convèncer a l'emperador Frederic II, emperador romanogermànic, de casar al seu fill bastard Enzo amb Adelàsia i crear un Regne de Sardenya. L'octubre del 1238 es va casar amb Enzo de Hohensatufen (o Enzo de Suàbia), que es va titular rei de Sardenya (1215-Bolonya 11 de març de 1272) que la va abandonar el juliol de 1239 per anar a lluitar amb el pare, i se'n va divorciar el 1246 (després fou fet presoner pels güelfs i va restar tancat 23 anys). Des d'aquesta data (1246) Adelàsia va deixar d'ocupar-se del govern i es va retirar al castell del Goceà. Va morir el 1259 i el seu territori es va repartir entre les famílies Dòria, Malaspina i Spinola de Gènova, cada una com a curadors de Gènova; Sàsser que va rebutjar a un governador pisà amb suport dels Dòria, es va constituir en ciutat lliure sota forma republicana i amb aliança a Gènova, que enviava al podestà anyal. Aquesta situació va derivar en un control dels Dòria a una part (nord) mentre un altre va passar als Serra o Bas-Serra d'Arborea (el sud) ambdós al·legant ser regents d'Enzo, que va morir presoner a Bolonya el 1272) i es va acabar la ficció. Les senyories feudals de Torres, i la ciutat de Sàsser, foren ocupades pels catalans el 1324.